# Амкви (Квебек)
Амкви (фр. Amqui) је град у Канади у покрајини Квебек. Према резултатима пописа 2011. у граду је живело 6.322 становника.

## Становништво
Према резултатима пописа становништва из 2011. у граду је живело 6.322 становника, што је за 1,0% више у односу на попис из 2006. када је регистровано 6.261 житеља.
| 2006. | 2011. |
| ----- | ----- |
| 6.261 | 6.322 |